# Racing Club de France
El Racing Club de France és un club esportiu francès de la ciutat de París. L'any 2007 compta amb 17 seccions esportives.

## Història
El Racing de París es fundà el 20 d'abril de 1882 amb el nom de Racing Club com un club d'atletisme. L'any 1896 creà la secció de futbol. El 1932 es convertí en professional i canvià el seu nom per Racing Club de Paris. L'any 1966 abandonà el professionalisme i es fusionà amb la UA Sedan-Torcy, anomenant-se durant una temporada RC Paris-Sedan. Retornà al seu nom original fins al 1983 en què es fusionà amb el Paris FC i tornà al professionalisme adoptant de nou el nom de RC Paris. A partir dels vuitanta adoptà diferents noms. L'època daurada del club van ser els anys 30 i 40.

### Evolució del nom
- 1882 : Racing Club
- 1885 : Racing Club de France
- 1932 : Racing Club de Paris
- 1966 : Racing Club de Paris-Sedan
- 1967 : Racing Club de France
- 1983 : Racing Club de Paris
- 1987 : Matra Racing
- 1989 : Racing Paris 1
- 1991 : Racing 92
- 1995 : Racing Club de France 92
- 1999 : Racing Club de Paris
- 2005 : Racing Club de France 92
- 2007 : Racing Club de France football 92
- 2009 : Racing Club de France Levallois 92
- 2012 : Racing Club de France Colombes 92

## Seccions
- 1882: Atletisme
- 1887: Tennis
- 1892: Rugbi a 15
- 1896: Futbol
- 1897: Hoquei sobre herba
- 1922: Basquetbol
- 1923: Natació
- 1937: Bàdminton
- 1941: Voleibol
- 1942: Esquí
- 1945: Judo
- 1947: Esgrima
- 1958: Decatló
- 1958: Tir
- 1968: Golf
- 1984: Triatló
- 1989: Pentatló modern
- 2008: Waterpolo

## Palmarès
El palmarès del RCF és immens. Fins a l'any 2006, el conjunt de les seves seccions ha obtingut 93 medalles olímpiques, 53 títols de campió del món, 30 copes d'Europa, 115 títols de campió d'Europa i més de 1000 títols de campió de França.

### Palmarès de futbol
- 1 Lliga francesa de futbol: 1936
- 5 Copa francesa de futbol: 1936, 1939, 1940, 1945, 1949
- 1 Lliga francesa de segona divisió: 1986

### Palmarès de rugbi
- Campionat de França de rugbi a 15
  - Campió de França : 1892, 1900, 1902, 1959, 1990 (5)
  - Finalista : 1893, 1912, 1920, 1950, 1957, 1987
  - Campió de França de Pro D2: 2009
  - Campió de França Juniors Reichel : 1954, 1958, 1959, 1961, 1962, 1963, 1964, 1970, 1975, 1978, 1984, 1987
  - Campió de França Juniors Crabos : 1994
  - Campió de França Cadets : 1986, 1992
- Pro D2
  - Campió de França : 2009
- Challenge Yves du Manoir
  - Finalista : 1952
- Copa de l'Esperança
  - Campió : 1918
- Challenge Rutherford
  - Finalista : 1952

## Jugadors destacats
| - Pierre Allemane (1902-1909) - Yeso Amalfi (1952-55) - Manuel Anatol (1929-1933) / (1934-1935) - Henri Arnaudeau (1951-1953) / (1954-1955) - Henri Bard (1911-1916) / (1922-1925) - Alim Ben Mabrouk (1982-1990) - Maxime Bossis (1985-1989) - Henry Carlsson (1948-1948) - Thadée Cisowski (1952-1960) - Héctor De Bourgoing (1969-1970) - Edmond Delfour (1929-1937) - Raoul Diagne (1930-1940) - Maurice Dupuis (1934-1940) - Luis Fernandez (1986-1989) - Enzo Francescoli (1986-1989) - David Ginola (1988-1990) - Vincent Guérin (1988-1989) - Ernst Happel (1954-1956) - Oscar Heisserer (1938-1945) |  | - François Heutte (1959-1964) / (1969-1972) - Rodolphe Hiden (1933-1940) - Gusti Jordan (1933-1945) - Lucien Leduc (1947-1949) - Pierre Littbarski (1986-1987) - Rabah Madjer (1983-1985) - Philippe Mahut (1984-1988) - Jean-Jacques Marcel (1960-1964) - Roger Marche (1954-1962) - Pascal Olmeta (1986-1990) - Rubén Paz (1986-1987) - Roger Quenolle (1945-1951) - Thierry Tusseau (1986-1988) - Ernest Vaast (1944-1949) / (1950-1951) - Émile Veinante (1929-1940) - René Vignal (1947-1955) - Joseph Ujlaki (1958-1964) - Guy Van Sam (1960-1964) |